# Xenotilapia
Xenotilapia es un género de peces de la familia Cichlidae y del orden Perciformes. Es un endemismo del lago Tanganica en el África Oriental.

## Especies
- Xenotilapia albini
- Xenotilapia bathyphila Poll, 1956
- Xenotilapia boulengeri Poll, 1942
- Xenotilapia burtoni Poll, 1951
- Xenotilapia caudafasciata Poll, 1951
- Xenotilapia flavipinnis Poll, 1985
- Xenotilapia leptura
- Xenotilapia longispinis Poll, 1951
- Xenotilapia melanogenys
- Xenotilapia nasus De Vos, Risch & Thys van den Audenaerde, 1995
- Xenotilapia nigrolabiata Poll, 1951
- Xenotilapia ochrogenys Boulenger, 1914
- Xenotilapia ornatipinnis Boulenger, 1901
- Xenotilapia papilio Büscher, 1990
- Xenotilapia rotundiventralis
- Xenotilapia sima Boulenger, 1899
- Xenotilapia spiloptera Poll & Stewart, 1975
- Xenotilapia tenuidentata